# Ildikó Bóbis
Ildikó Farkasinszky-Bóbis (ur. 5 września 1945 w Budapeszcie) – węgierska florecistka, wielokrotna medalistka igrzysk olimpijskich i mistrzostw świata.
Na igrzyskach olimpijskich w Meksyku w 1968 roku reprezentacja Węgier w składzie: Ildikó Újlaky-Rejtő, Ildikó Bóbis, Paula Marosi, Lídia Dömölky-Sákovics i Mária Gulácsy zdobyła drużynowo srebrny medal. W zawodach indywidualnych odpadła w pierwszej rundzie. Na rozgrywanych cztery lata później igrzyskach olimpijskich w Monachium była druga w rywalizacji indywidualnej, wygrywając trzy z pięciu finałowych walk, ulegając tylko Włoszce Antonelli Ragno-Lonzi. Parę dni później razem z Ildikó Újlaky-Rejtő, Ildikó Schwarczenberger, Márią Szolnoki i Ildikó Rónay zdobyła srebro w zawodach drużynowych. Brała też udział w igrzyskach olimpijskich w Montrealu w 1976 roku zdobywając razem z Ildikó Schwarczenberger, Ildikó Újlaky-Rejtő, Magdą Maros i Edit Kovács brąz w zawodach drużynowych. W rywalizacji indywidualnej zajęła tym razem szóste miejsce.
Podczas mistrzostw świata w Moskwie w 1966 roku wspólnie z Márią Gulácsy, Paulą Marosi, Ildikó Rejtő i Lídią Dömölky-Sákovics zajęła drugie miejsce w turnieju drużynowym. W tej samej konkurencji zdobywała także złote medale na mistrzostwach świata w Montrealu (1967) i mistrzostwach świata w Göteborgu (1973) oraz srebrne na mistrzostwach świata w Wiedniu (1971), mistrzostwach świata w Grenoble (1974) i mistrzostwach świata w Budapeszcie (1975). 
Ponadto zdobyła również trzy medale w turniejach indywidualnych: złoty na mistrzostwach świata w Grenoble w 1974 roku oraz brązowe na mistrzostwach świata w Montrealu w 1967 roku (za Aleksandrą Zabieliną z ZSRR i Antonellą Ragno) i mistrzostwach świata w Budapeszcie dziewięć lat później (za Rumunką Ecateriną Stahl-Iencic i Olgą Kniaziewą z ZSRR).
Jej ojciec, Gyula, był zapaśnikiem.